# Sappada
Sappada je komuna (obec) v územním spolku obcí Carniav italském regionu Furlansko-Julské Benátsko.

## Geografie
Leží v nadmořské výšce 1250 m na jižních svazích hory Peralba, patřící do Karnských Alp, v blízkosti hranic s Rakouskem, asi 130 kilometrů severně od Benátek a asi 60 kilometrů severovýchodně od Belluna. Obcí protéká řeka Piava, která v její blízkosti pramení. 1. ledna 2018 žilo v Sappadě 1 315 obyvatel na celkové rozloze 62,6 kilometrů čtverečních.
Sappada je německý jazykový ostrov v Itálii a hraničí s obcemi: Forni Avoltri, Prato Carnico, Santo Stefano di Cadore a Vigo di Cadore.

## Historie
Ačkoli byla Sappada dlouho součástí italského regionu Benátsko, byla částí historické oblasti Carnie ve Furlansku. V roce 2008 oficiálně požádala, aby se stala součástí Furlanska-Julského Benátska. Podle italské ústavy mají obce sousedící s jinými regiony nebo provinciemi právo požádat o začlenění do sousedního subjektu. Obecní rada Sappady využila této možnosti a požádala autonomní oblast Furlansko-Julské Benátsko o připojení. V září 2010 přijala rada regionu požadavek obce. Italský parlament schválil začlenění Sappady do Furlanska-Julského Benátska dne 22. listopadu 2017.